# Monument a Víctor Balaguer
El Monument a Víctor Balaguer és un bust que representa la figura de Víctor Balaguer i que està ubicat a la rotonda principal de la Biblioteca Museu Víctor Balaguer, a Vilanova i la Geltrú.

## Descripció
Bust escultòric de Víctor Balaguer amb el cap en lleu escorç cap a la dreta. Duu capa, americana, camisa i corbatí, i porta el cabell curt, barba i bigoti. La base del bust és formada per una pila de llibres amb títols escrits pel retratat. Té una edat aproximada de 57 anys. Retrat realista, típic d'un gènere conreat per la majoria d'artistes del segle xix. Fidelitat als trets de la fisonomia i detallisme de la indumentària.